# Falcon (Karolina Północna)
Falcon – miasto w Stanach Zjednoczonych, w stanie Karolina Północna, w hrabstwie Cumberland.